# 이집트의 헬레나
이집트의 헬레나(독일어: Die ägyptische Helena)는 리하르트 슈트라우스가 작곡한 오페라이다.